# Колбасное изделие
Колба́сное изде́лие — формованный пищевой продукт из рубленого мяса, фарша, шпика, мясных субпродуктов, обработанный механическим и физико-химическим способами с добавлением некоторых других пищевых продуктов. Механическая обработка заключается в удалении из исходного сырья несъедобных, малопитательных частей и его измельчении. К физико-химической обработке относятся посол, созревание, сушка, обжарка, варка, копчение. Основная форма — колбасы — продолговатые изделия в оболочке, как правило, готовые к употреблению, но существуют и другие формы колбасных изделий.
Различают колбасные изделия варёные (в том числе сосиски и сардельки), полукопчёные, копчёные, копчёно-варёные, ливерные, зельцы и студни. Сырьём служат нежирная говядина, свинина, шпик, реже — баранина, конина, мясо птиц. На ливерные колбасы, зельцы, студни используют мясные субпродукты (печень, мозги, сердце, рубец и другие). Пищевую кровь убойных животных применяют при выработке кровяных колбас. Для обогащения колбасного фарша полноценными белками в него добавляют плазму пищевой крови, цельное и обезжиренное молоко, молочный белок, яйца. Улучшения вкусовых достоинств колбасных изделий достигают также добавлением в них сахара, специй, пряностей (перцы, мускатный орех, фисташка, чеснок и другие). При промышленном производстве с целью сохранения красного цвета мяса вводят слабый раствор нитрита натрия; также широко применяются вспомогательные вещества для улучшения запаха и вкуса продукта: стабилизаторы (эмульгаторы, фосфаты), вкусовые добавки, ароматизаторы, натуральные и синтетические красители.
Для придания колбасным изделиям определённой формы и защиты их от вредных внешних воздействий применяют оболочки: натуральные (в основном — кишечные) и искусственные (белковые, из целлюлозы, из полиамидных плёнок). Некоторые изделия формуют без оболочек.